# Eleonora Brigliadori
Eleonora Brigliadori (Milano, 18 febbraio 1960) è un'attrice, personaggio televisivo e annunciatrice televisiva italiana.
Ha esordito come annunciatrice televisiva per l'allora neonata Canale 5, dal 1980 al 1984. Successivamente ha condotto alcuni programmi sia sulle reti Fininvest sia sulla Rai, per poi consolidarsi come attrice di film per il cinema e per la televisione. Negli anni duemila è tornata a essere un volto popolare per la televisione partecipando come concorrente ad alcuni reality show.

## Biografia
Dopo un inizio di carriera come modella, è comparsa per la prima volta in televisione nel 1977 come telefonista di Portobello, programma della Rai condotto da Enzo Tortora. Dal 1980 ha invece esordito come annunciatrice televisiva per la neonata emittente privata Canale 5, alternandosi con Fabrizia Carminati, facendosi notare per lo stile differente dai canoni convenzionali degli annunci televisivi in onda sulla Rai. In particolare, fece discutere l'opinione pubblica per l'annuncio trasmesso la sera del 16 settembre 1982 quando, oltre ad annunciare la puntata di Dallas che stava per andare in onda, comunicò al pubblico le sue imminenti nozze. Ha abbandonato l'incarico di volto di Canale 5 nel 1984.

Eleonora Brigliadori con Alberto Sordi nel film Sono un fenomeno paranormale (1985)

Nel 1982 ha interpretato per le reti Rai il ruolo di Flaminia nella miniserie televisiva Delitto di stato ispirata a un romanzo storico di Maria Bellonci. Sulle reti Fininvest è stata conduttrice di Falpalà (Canale 5, primavera del 1983), rotocalco televisivo di moda e costume, e della manifestazione musicale Azzurro 1984. Nel 1984, dopo aver lasciato le reti Fininvest, ha condotto su Rai 1 insieme a Pippo Baudo e Heather Parisi lo show del sabato sera Fantastico 5. Nella stagione televisiva 1990-1991 ha condotto insieme con Fabio Fazio Fantastico Bis, striscia quotidiana legata all'omonima trasmissione di prima serata di Rai 1. Successivamente, vive sugli altri canali, dove fa la conduttrice a Odeon TV, nei primi anni '90. Sempre per il piccolo schermo, ha partecipato alla serie TV Tre passi nel delitto con Gioele Dix (1993) e al film TV Due madri per Rocco, del 1994, entrambi trasmessi su Rai 2. 
Nel cinema ha interpretato ruoli in diverse commedie italiane, da Sono un fenomeno paranormale (accanto ad Alberto Sordi) a Rimini Rimini, interpretando anche la parte della protagonista nel film erotico La cintura. Nei successivi anni novanta si sono diradate le sue interpretazioni sul grande schermo, dove è tornata nel 2006 interpretando una parte in Notte prima degli esami. Nel 2006 ha partecipato come concorrente alla prima edizione del reality show Notti sul ghiaccio, condotto da Milly Carlucci, su Rai 1.
Di pari passo con il successivo disimpegno come conduttrice televisiva, si è dedicata maggiormente ai ruoli di attrice in teatro e nelle fiction come nella soap opera Incantesimo 9, trasmessa nel 2007, dove ha interpretato il ruolo di Viviana. Nel 2011 è stata tra i protagonisti dell'ottava edizione del reality show L'isola dei famosi, andato in onda su Rai 2, venendo eliminata in semifinale con il 61% dei voti.

## Vita privata
È sposata con l'imprenditore Claudio Gilbo. La coppia ha tre figli.

## Controversie
Nel 2007 si è resa protagonista di un episodio di vandalismo, imbrattando di vernice una scogliera della Gallura, in provincia di Sassari, per pretese motivazioni artistiche.
Negli anni, ha sempre più frequentemente sposato posizioni radicalmente antiscientifiche in ambito medico, attaccando con veemenza la scienza, la ricerca, i medici e le case farmaceutiche sostenendo che la prevenzione è un'attitudine malata che genera dipendenza psichica.
A suo dire, la vera causa della morte per tumori sarebbe l'uso della chemioterapia e, sulla base di un'asserita esperienza personale, ha elogiato il ricorso a metodi non scientifici per il trattamento del cancro (in particolare al cosiddetto "metodo Hamer", secondo il quale la genesi di ogni patologia sarebbe dovuta a presunti traumi o conflitti irrisolti). Anche nei confronti del COVID-19, la Brigliadori ha sostenuto teorie antiscientifiche, negando l'esistenza della pandemia,, diffondendo teorie del complotto e affermando il collegamento della vaccinazione a una "tecnologia satanica" che avrebbe determinato "l’apocalisse degenerativa dell’umanità".

## Filmografia

### Cinema
- I guerrieri dell'anno 2072, regia di Lucio Fulci (1983)
- Sono un fenomeno paranormale, regia di Sergio Corbucci (1985)
- Rimini Rimini, regia di Sergio Corbucci (1987)
- Comprarsi la vita, regia di Domenico Campana (1989)
- La cintura, regia di Giuliana Gamba (1989)
- Mal d'Africa, regia di Sergio Martino (1990)
- La ragion pura, regia di Silvano Agosti (2001)
- Notte prima degli esami, regia di Fausto Brizzi (2006)
- 7 km da Gerusalemme, regia di Claudio Malaponti (2007)
- L'ultima stella, regia di Giambattista Assanti (2007)

### Televisione
- Delitto di stato, regia di Gianfranco De Bosio – miniserie TV (1982)
- Quelques hommes de bonne volonté, regia di François Villiers – miniserie TV (1983)
- La coscienza di Zeno, regia di Sandro Bolchi – miniserie TV (1988)
- Rally, regia di Sergio Martino – miniserie TV (1989)
- Solo, regia di Sandro Bolchi – miniserie TV (1989)
- Casa Vianello – serie TV, episodio 3x12 (1992)
- Tre passi nel delitto, regia di Fabrizio Laurenti – miniserie TV (1993)
- Morte a contratto, regia di Gianni Lepre – miniserie TV (1993)
- Due madri per Rocco, regia di Andrea e Antonio Frazzi – miniserie TV (1994)
- Senza cuore, regia di Mario Caiano (1996)
- Provincia segreta – serie TV (1998)
- Gioco a incastro, regia di Enzo G. Castellari – miniserie TV (2000)
- L'uomo che piaceva alle donne - Bel Ami, regia di Massimo Spano – miniserie TV (2001)
- Non lasciamoci più – serie TV, episodio 2x07 (2001)
- Stiamo bene insieme – serie TV (2002)
- The Uncrowned Heart, regia di Peter Patzak – film TV (2003)
- Incantesimo 9 – soap opera (2007)
- Fratelli detective, regia di Rossella Izzo - serie TV (2011)

## Teatro
- Matrimonio di piccoli borghesi, di Bertolt Brecht, regia di F. Battistini (1977)
- Ti ho sposato per allegria, di Natalia Ginzburg (1983)
- Le rose che non colsi, di Guido Gozzano, regia di C. Rivolta (1984)
- Dolce Vienna tu, regia di C. Rivolta (1985)
- La grande magia, di Eduardo De Filippo, regia di Giorgio Strehler (1985)
- Otello, di William Shakespeare, con Giulio Brogi (1989)
- Il cantico dei cantici, tratto da Salomone (La Bibbia), regia di C. Rivolta (1990)
- Frammenti del Faust, parte II, di Goethe, regia di Giorgio Strehler (1990)
- Brutte nuove, bella mia (Mary Mary), di Jean Kerr, regia di F. Balestra (1996)
- Omaggio a Strehler: ultima ripresa de "La grande magia", regia di Giorgio Strehler (1998)
- Le voci dal teatro, regia di R. Giordano (2000)
- Follia d'amore, regia di R. Giordano (2000)
- Elena, di Euripide, regia di L. Galassi (2004)
- Antigone Vs. Lara Croft, di e con Eleonora Brigliadori (2006)
- Diario segreto. Lettere dai campi di sterminio, di e con Eleonora Brigliadori (2007)
- Lisistrata, di Aristofane, regia di Livio Galassi (2009)
- Atlantide, tratto da Crizia di Platone, regia di Eleonora Brigliadori, Teatri di Pietra (2010)
- Truculentus, di Plauto, Teatri di Pietra (2011)

## Programmi televisivi
- Portobello (Rete 2, 1977)
- È permesso? (Rete 1, 1979)
- Eleven o'clock (Canale 5, 1980)
- Annunciatrice di Canale 5 (Canale 5, 1980-1984)
- PIÙ Notturno musicale (Canale 5, 1981-1982)
- Calciomatto (Rete 1, 1982)
- Falpalà (Canale 5, 1983)
- Festivalbar (Canale 5, 1983)
- Azzurro (Italia 1, 1984)
- Fantastico 5 (Rai 1, 1984-1985)
- Sotto le stelle (Rai 1, 1985)
- Saint Vincent Estate (Rai 1, 1986)
- Sotto l'albero (Rai 1, 1988)
- L'atleta d'oro (Rai 1, 1989)
- Omaggio a Caruso (Rai 1, 1990)
- Swing Ladies (Rai 1, 1991)
- Fantastico Bis (Rai 1, 1991-1992)
- Aspetta e ved...RAI (Rai 1, 1992)
- Stessa spiaggia...stesso mare (Rai 1, 1993)
- Canzoniere dell'estate (Rai 1, 1993)
- Capodanno italiano (Italia 1,1993)
- Napoli prima e dopo (Rai 1, 1994)
- Concerto di Natale (Rai 1, 1995)
- Canzoni sotto l'albero (Canale 5, 1996) Giudice
- Ancora tre e poi... 2000 (Rai 1, 1997)
- The World Music Awards (Rai 3, 1998)
- Finalmente 2000 (Rai 1, 2000)
- In famiglia (Rai 2, 2003-2005)
- Notti sul ghiaccio (Rai 1, 2006) Concorrente
- L'isola dei famosi (Rai 2, 2011) Concorrente

## Discografia
- 1985 – Balla il tip-tap/L'amore è un film (CBS, A 6438)